# آربنژ
آربنژ (به لاتین: Arbnež) یک منطقهٔ مسکونی در مونته‌نگرو است که در بار، مونته‌نگرو واقع شده‌است. آربنژ ۳۲۷ نفر جمعیت دارد.